# Overview effect

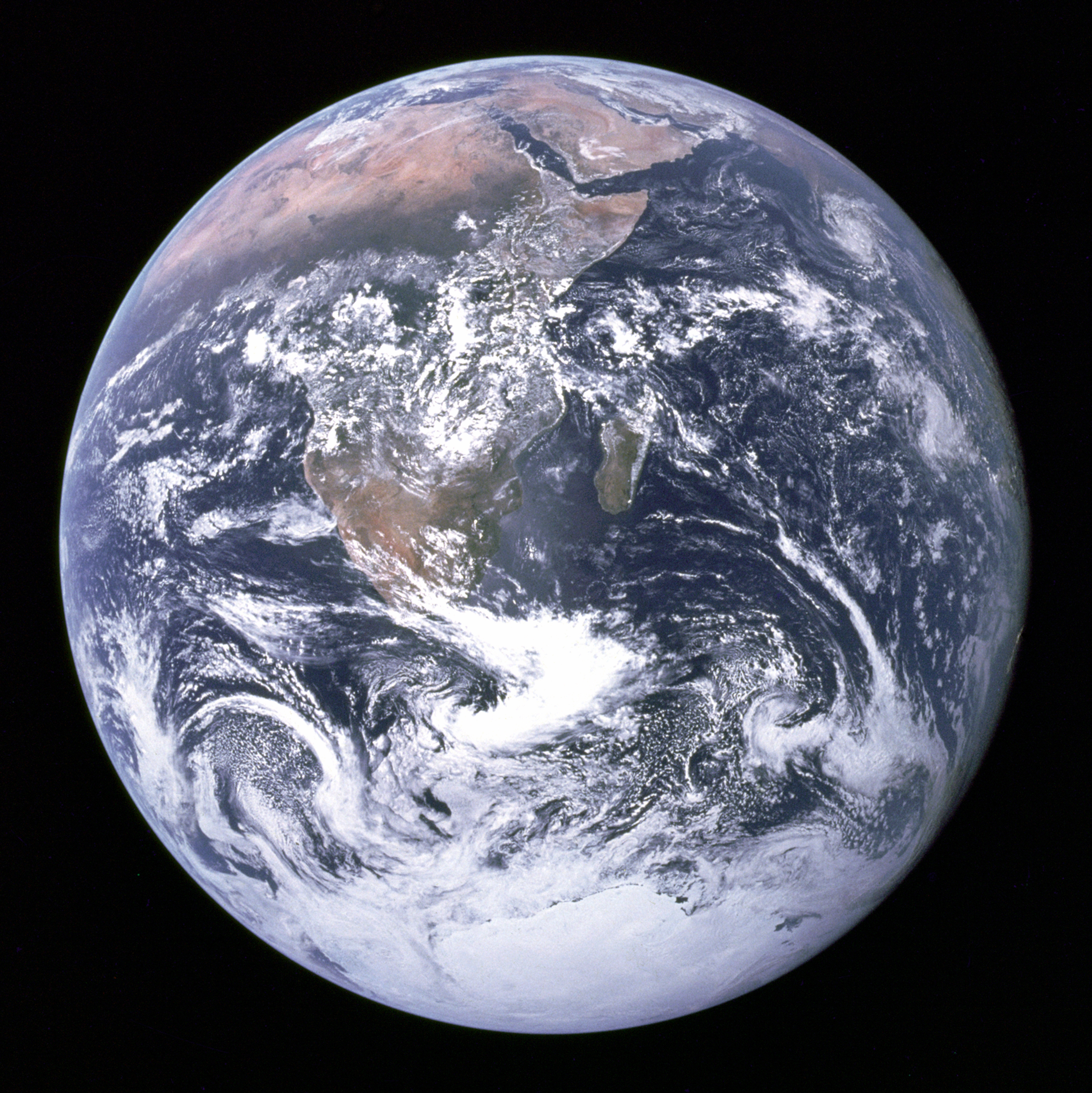
Fotografie planety Země pořízená 7. prosince 1972 z paluby vesmírné lodi Apollo 17.

Overview effect, tedy Pocit přehledu, je hluboký prožitek, který byl zaznamenán u celé řady kosmonautů poté, kdy na vlastní oči z vesmíru pozorovali planetu Zemi.

## Charakteristické projevy prožitku
U mnoha kosmonautů (nikoli ovšem u všech) dochází při zážitku z vesmírného pozorování planety Země k hlubokému prožitku, který v sobě kombinuje hluboce racionální i emocionální faktory. V žádném případě ovšem nejde o iracionální stavy. Kosmonauti si při výškovém pohledu na planetu Zemi prostě hlouběji začnou uvědomovat jedinečnost planety ve srovnání s okolním vesmírem. Zatímco okolní vesmír je černý a tichý, na planetě Zemi pulsuje život (sám o osobě velice složitý) a spolu s ním na Zemi probíhá i celá řada dalších složitých procesů. Planeta v tomto smyslu působí jako křehká oáza uprostřed černé pouště, kterou je třeba ochraňovat. Kosmonauti, kteří prožijí Overview effect, mají nesmírný pocit úžasu z planety a silnou potřebu angažovat se například v otázkách udržitelného rozvoje.
Pojem Overview effect vytvořit v roce 1987 americký spisovatel a popularizátor kosmologie Frank White.